# Краснолицый баклан
Краснолицый баклан (лат. Urile urile) — ныряющая морская птица из семейства баклановых, типовой вид рода Urile. Ранее классифицировался в роде Phalacrocorax.

## Внешний вид
Птица средних размеров, приблизительно таких же, как берингов баклан, но с несколько более массивным клювом. Передняя часть лба у взрослых птиц голая, вокруг глаз широкое голое кольцо. У молодых птиц лоб оперён, но оперение не доходит до ноздрей. Голое кольцо вокруг глаз узкое и иногда выражено только в виде полукольца под глазом. На боках нижней челюсти и головы голое пространство заходит глубоко за задний край глаза.
- Длина крыла 27 — 28,5 см.
- Длина клюва 5,93 — 5,7 см. Высота клюва у основания 1,3 — 1,45 см.
- Масса птиц около 2 кг.
- Первостепенных маховых перьев — 11.
- Хвост округлый, из 12 рулевых перьев.

### Окрас
- Пуховой птенец тёмно-серый, с белыми крапинами на брюшной стороне.
- Гнездовой наряд чёрно-бурый, со слабым пурпуровым блеском на плечевых и кроющих крыла. Голова и верхняя часть шеи дымчато-серые.
- Зимний наряд (взрослая птица): оперение чёрное с металлическим блеском. Голова и прилегающая часть шеи с зеленовато-синим блеском, надхвостье и брюшная сторона тела с бронзово-зелёным отливом. Спина и плечевые зеленовато-лиловые. Голая кожа вокруг основания клюва и глаз бугорчатая оранжево-красная. Голая кожа горла синяя. Радужная — бурая, ноги чёрные.
- Брачный наряд: на темени и затылке расположено два черных хохла с бронзово-зелёным блеском. На бедрах — по пучку белых удлиненных узких перьев. У основания шеи и на подхвостье есть редкие узкие белые перья, иногда отсутствующие на надхвостье.

## Распространение
Гнездился на Курильских островах, но в конце 40-х годов XX века встречался только на острове Сикотан. Встречается на Прибыловых островах и на западных островах Алеутской гряды.
Также гнездится на Командорских островах и на юго-восточном побережье Камчатки южнее устья реки Жупанова. Раньше гнездился и на западном побережье, но теперь там не встречается.
На зиму большая часть птиц улетает в Японию.

### Численность
На Командорских островах во второй половине XIX — начале XX века краснолицый баклан был обычен, но на острове Медном его было больше, чем на острове Беринга. Ныне на острове Беринга и на Курильских островах не гнездится. Количество краснолицых бакланов постепенно уменьшается, а ареал их сокращается.

## Образ жизни

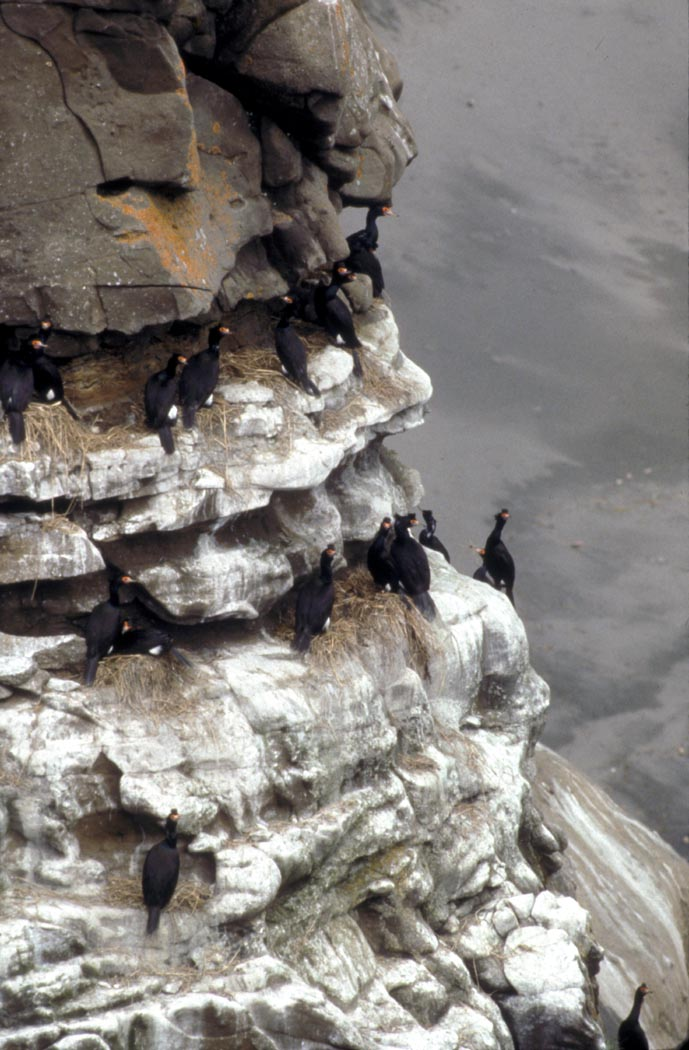

Краснолицый баклан оседлая и частично перелётная птица. На Командорских островах оседлая, на Прибыловых — перелётная. Зимой наблюдается у Алеутских, Командорских, Курильских островов, у южного Сахалина, у берегов Японии и к югу до Формозы. Селится птица на скалистых, каменистых побережьях островов и отдельных скалах, расположенных в море недалеко от берегов.

### Питание
Питается краснолицый баклан преимущественно рыбой. Птенцы выкармливаются родителями первое время полупереваренной пищей, затем целой мелкой рыбой и рачками.

### Размножение
Половая зрелость наступает на третьем году жизни. Гнёзда строят в скалах. Материал гнезда — водоросли. Внутри выстелено нежными частями растений и перьями чаек. Размеры гнезда в среднем 40 — 50 см в диаметре и 15 см в высоту.
Размеры яйца от 53,3 × 33 до 63,5 × 40,4 мм. Яйца удлинённо-овальной формы, бледно голубого цвета, покрыты сверху белым известковым слоем. Насиживание продолжается около 3 недель. В год одна кладка. Откладывание яиц начинается не одновременно у всех птиц в колонии, в отличие от других веслоногих птиц. Весь период размножения краснолицего баклана занимает 4 — 4,5 месяца.
Птенцы вылупляются голыми, слепыми, темного багрово-коричневого цвета. Растут быстро. Через несколько дней появляется пух вдоль срединной части спины. Через полтора месяца птенцы достигают размеров взрослой птицы, но тело их ещё покрыто пухом. Контурные перья только пробиваются, а рулевые и маховые перья уже развиты и достигают почти нормальных размеров. В гнездовом наряде краснолицые бакланы отличаются от других видов молодых птиц, но слабым развитием голых лицевых частей и линией оперения похожи на берингова баклана. В отличие от этой птицы краснолицый баклан имеет более массивный клюв.